# Demonax curvofasciatus
Demonax curvofasciatus är en skalbaggsart som först beskrevs av J. Linsley Gressitt 1939.  Demonax curvofasciatus ingår i släktet Demonax och familjen långhorningar. Inga underarter finns listade i Catalogue of Life.